# Gens (émulateur)
Pour les articles homonymes, voir Gens.
 (septembre 2012).
Si vous disposez d'ouvrages ou d'articles de référence ou si vous connaissez des sites web de qualité traitant du thème abordé ici, merci de compléter l'article en donnant les références utiles à sa vérifiabilité et en les liant à la section « Notes et références ».
Gens est un logiciel libre émulant la console Mega Drive de Sega. Il fonctionne sous Windows, utilisant DirectX, et sur Linux, en utilisant Simple DirectMedia Layer et sur la Xbox. La plus vieille sortie semi-fonctionnelle (seulement capable de déboguer les instructions 68000) date de 1999. Depuis Septembre 2004, la version (2.12b) est complètement compatible avec "92 %" de tous les jeux sur Mega Drive. Comme avec tous les émulateurs, les jeux en images ROM ne sont pas inclus et doivent être téléchargés ou obtenus (copiés) séparément.
Gens supporte aussi le Mega-CD aussi nommé Sega-Cd et le Sega 32X, en utilisant les BIOS respectifs, qui sont téléchargés séparément.
Une autre caractéristique est le support du client Kaillera, qui permet aux jeux sur l'émulateur Gens (comme sur d'autres émulateurs) d'être joués sur LAN ou l'Internet. Cependant, sur Gens, ce n'est pas un procédé aussi parfait que certains le souhaiteraient ; un problème commun est que sur l'un des deux PC, l'autre joueur semble être quelques secondes en retard (lag) , ce qui peut parfois occasionner l'impression qu'il attaque des ennemis invisibles.
Gens peut aussi enregistrer quels boutons sont pressés et ralentir le jeu pour pouvoir faire un tool-assisted speedrun.
Gens supporte aussi les codes de Game Genie permettant de tricher.

## Développement
La dernière version de Gens date de 2006 et le site web officiel n'existe plus.
Un fork a été créé, Gens/GS, dont la dernière version date de 2010. L'auteur de ce fork, David Korth alias GerbilSoft, a ensuite lancé Gens/GS II, un nouveau fork réécrivant le code en partie, dont la dernière version date de 2016 mais qui est encore incomplet (par exemple, le Mega-CD et le 32X ne sont pas encore implémentés).

## Adaptations
- Pour PlayStation 2 : PGen